# ام‌اوال پرزنس
ام‌اوال پرزنس (به انگلیسی: MOL Presence) یک کشتی است که طول آن ۲۹۳٫۲ متر (۹۶۲ فوت) می‌باشد. این کشتی در سال ۲۰۰۸ ساخته شد.